# Geissanthus pichinchae
Espèce
Synonymes
- Icacorea pichinchana (Lundell) Lundell[1]

Statut de conservation UICN

 NT  : Quasi menacé
Geissanthus pichinchae est une espèce de plantes à fleurs de la famille des Primulaceae.

## Publication originale
- Das Pflanzenreich 236(Heft 9): 239. 1902.